# Can Font (Llagostera)
Can Font de Llagostera és una masia de planta quadrangular de parets portants de pedra morterada i estructurada en tres crugies que forma part de l'Inventari del Patrimoni Arquitectònic de Catalunya. Pertany al tipus basilical. La planta baixa està coberta per volta de canó amb llunetes laterals i arcs que formen els trams de la volta. El forjat de les golfes és amb cabirons de fusta. Coberta per teulat a dos vessants. La façana fou reformada al s. XIX modificant les primitives obertures i obrint al cos central superior una galeria amb arcs semicirculars i balustrada de terracota. El mas probablement fou edificat durant el s. XVI, però fou notablement modificat en les seves obertures per Pere Font durant les reformes dels anys 1867 i 1869.